# Gabriele Tredozi
Gabriele Tredozi (n. 9 septembrie 1957) este actualul director tehnic al echipei de Formula 1 Scuderia Toro Rosso.